# Списак китова
Подред китови (Cetacea) обухвата око 88 врста морских сисара, који се могу поделити у две велике групе: китови усани (15 врста) и китови зубани (73 врсте).

### Китови усани
- Парворед Mysticeti: китови усани - обухвата 15 врста:
  - Породица Balaenidae
    - Род Balaena
      - Гренландски кит (B. mysticetus)

    - Род Eubalaena (Глатки китови)
      - Јужни глатки кит (E. australis)
      - Северноатлантски арктички кит (E. glacialis)
      - Јапански кит или севернотихоокеански арктички кит (E. japonica)

  - Породица Balaenopteridae (Усани)
    - Род Balaenoptera
      - Мањи усан (B. acutorostrata)
      - Јужни мањи усан (B. bonaerensis)
      - Сеј-кит (B. borealis)
      - Брајдов кит (B. brydei)
      - Иденов кит (B. edeni)
      - Плави кит (B. musculus)
      - Омурин кит (B. omurai)
      - Кит перајар (B. physalus)

    - Род Megaptera
      - Грбави кит (M. novaeangliae)

  - Породица Eschrichtiidae
    - Род Eschrichtius
      - Сиви кит (E. robustus)

  - Породица Neobalaenidae
    - Род Caperea
      - Патуљасти глатки кит (C. marginata)

### Китови зубани
- Парворед Odontoceti: китови зубани - обухвата 73 врсте:
  - Натпородица Delphinoidea: делфини и сродници
    - Породица Delphinidae: океански делфини
      - Потпородица Delphininae
        - Род Delphinus
          - Краткокљуни обични делфин (Delphinus delphis)
          - Дугокљуни обични делфин (Delphinus capensis)
          - Арапски обични делфин (Delphinus tropicalis)

        - Род Lagenodelphis
          - Фрејзеров делфин (Lagenodelphis hosei)

        - Род Sousa
          - Атлантски грбави делфин (Sousa teuszi)
          - Индијски грбави делфин (Sousa plumbea)
          - Индо-пацифички грбави делфин (Sousa chinensis)

        - Род Stenella (syn. Clymenia, Micropia, Fretidelphis, Prodelphinus)
          - Тропски пегави делфин (Stenella attenuata)
          - Атлантски пегави делфин (Stenella frontalis)
          - Вртећи делфин (Stenella longirostris)
          - Клименски делфин (Stenella clymene)
          - Пругасти делфин (Stenella coeruleoalba)

        - Род Tursiops
          - Обични кљунасти делфин (Tursiops truncatus)
          - Индо-пацифички кратконоси делфин (Tursiops aduncus)
          - Бурунански делфин (Tursiops australis)

      - Потпородица Lissodelphininae
        - Род Cephalorhynchus (syn. Eutropia)
          - Комерсонов делфин (Cephalorhynchus commersonii)
          - Чилеански делфин (Cephalorhynchus eutropia)
          - Хевисајдов делфин (Cephalorhynchus heavisidii)
          - Хекторов делфин (Cephalorhynchus hectori)

        - Род Lissodelphis (syn. Tursio, Leucorhamphus)
          - Северни глатки кит делфин (Lissodelphis borealis)
          - Јужни глатки кит делфин (Lissodelphis peronii)

      - Потпородица Orcininae
        - Род Feresa
          - Патуљасти кит убица (Feresa attenuata)

        - Род Globicephala (syn. Sphaerocephalus, Globiceps, Globicephalus)
          - Гринд (пилотски кит) (Globicephala melas)
          - Гринд (пилотски кит) кратких пераја (Globicephala macrorhyncus)

        - Род Grampus (syn. Grampidelphis, Grayius)
          - Рисов делфин (Grampus griseus)

        - Род Orcaella
          - Иравадијски делфин (Orcaella brevirostris)
          - Аустралијски краткоперајни делфин (Orcaella heinsohni)

        - Род Orcinus (syn. Orca, Ophysia, Gladiator)
          - Кит убица (орка) (Orcinus orca)

        - Род Peponocephala
          - Тиквоглави кит (Peponocephala electra)

        - Род †Platalearostrum (тупоноси делфин)
          - †Хукманов тупоноси делфин (Platalearostrum hoekmani)

        - Род Pseudorca (syn. Neorca)
          - Лажни кит убица (Pseudorca crassidens)

      - Потпородица Stenoninae
        - Род Sotalia (syn. Tucuxa)
          - Tucuxi (Sotalia fluviatilis)
          - Costero (Sotalia guianensis)

        - Род Steno (syn. Glyphidelphis, Stenopontistes)
          - Грубозуби делфин (Steno bredanensis)

      - Потпородица incertae sedis
        - Род Lagenorhynchus
          - Белокљуни делфин (Lagenorhynchus albirostris)
          - Атлантски белобоки делфин (Lagenorhynchus acutus)
          - Тихоокеански белобоки делфин (Lagenorhynchus obliquidens)
          - Мрки делфин (Lagenorhynchus obscurus)
          - Јужни белобоки делфин (Lagenorhynchus australis)
          - Делфин крсташ (Lagenorhynchus cruciger)

    - Породица Monodontidae
      - Потпородица Delphinapterinae
        - Род Delphinapterus
          - Белуга (Delphinapterus leucas)

      - Потпородица Monodontinae
        - Род Monodon
          - Нарвал (Monodon monoceros)

    - Породица Phocoenidae − плискавице
      - Потпородица Phocoeninae
        - Род Neophocaena (syn. Meomeris)
          - Безперајаста плискавица (Neophocaena phocaenoides)

        - Род Phocoena (syn. Australophocaena, Acanthodelphis)
          - Лучка плискавица (Phocoena phocaena)
          - Калифорнијска морска свиња (Phocoena sinus)
          - Плискавица наочарка (Phocoena dioptrica)
          - Бурмајстерова плискавица (Phocoena spinipinnis)

      - Потпородица Phocoenoidinae
        - Род Phocoenoides
          - Далова плискавица (Phocoenoides dalli)

  - Натпородица Inioidea − речни делфини
    - Породица Iniidae
      - Род Inia
        - Боливијски речни делфин (Inia boliviensis)
        - Амазонски делфин (Inia geoffrensis)
        - Арагвајски речни делфин (Inia araguaiaensis)

    - Породица Pontoporiidae
      - Род Pontoporia
        - Лаплатски делфин (Pontoporia blainvillei)

  - Натпородица Platanistoidea − речни делфини
    - Породица Platanistidae
      - Род Platanista
        - Индијски речни делфин (Platanista gangetica)

  - Натпородица Lipotoidea − речни делфини (потенцијално изумрли)
    - Породица Lipotidae
      - Род Lipotes
        - Кинески речни делфин (Lipotes vexillifer)

  - Натпородица Physeteroidea: уљешуре
    - Породица Kogiidae
      - Род Kogia
        - Патуљаста уљешура (Kogia sima)
        - Пигмејска уљешура (Kogia breviceps)

    - Породица Physeteridae − породица уљешура
      - Род Physeter
        - Уљешура (Physeter macrocephalus)

  - Натпородица Ziphioidea − кљунасти китови
    - Породица Ziphidae − кљунасти китови
      - Потпородица Berardiinae
        - Род Berardius − џиновски кљунасти китови
          - Јужни црни кит (Berardius arnuxii)
          - Северни црни кит (Berardius bairdii)

      - Потпородица Hyperoodontinae
        - Род Hyperoodon
          - Паткаста уљешура (Hyperoodon ampullatus)
          - Јужна паткаста уљешура (Hyperoodon planifrons)

        - Род Indopacetus
          - Тропски кљунасти кит (Лонгманов кљунасти кит) (Indopacetus pacificus)

        - род Mesoplodon − кљунасти китови
          - Хекторов кљунасти кит (Mesoplodon hectori)
          - Труов кљунасти кит (Mesoplodon mirus)
          - Жервеов кљунасти кит (Mesoplodon europaeus)
          - Совербијев кљунасти кит (Mesoplodon bidens)
          - Грејев кљунасти кит (Mesoplodon grayi)
          - Патуљасти кљунасти кит (Mesoplodon peruvianus)
          - Новозеландски кљунасти кит (Mesoplodon bowdoini)
          - Широкозуби кљунасти кит (Mesoplodon traversii или Mesoplodon bahamondi)[1]
          - Хабсов кљунасти кит (Mesoplodon carlhubbsi)
          - Гинкозуби кљунасти кит (Mesoplodon ginkgodens)
          - Штејнегеров кљунасти кит (Mesoplodon stejnegeri)
          - Кривозуби кит (Mesoplodon layardii)
          - Бленвилов кљунасти кит (Mesoplodon densirostris)
          - Патуљасти кљунасти кит (Mesoplodon peruvianus)
          - Деранијагалов кљунасти кит (Mesoplodon hotaula)

      - Потпородица Ziphiinae
        - Род Tasmacetus
          - Шепардов кљунасти кит (Tasmacetus shepherdi)

        - Род Ziphius
          - Кивјеов кљунасти кит (Ziphius cavirostris)